# Tykölänjärvi
Tykölänjärvi är en sjö i Finland. Den ligger i kommunen Valkeakoski i landskapet Birkaland, i den södra delen av landet, 130 km norr om huvudstaden Helsingfors. Tykölänjärvi ligger 84,2 meter över havet. Arean är 1,44 kvadratkilometer och strandlinjen är 7,07 kilometer lång. Sjön  ingår i Kumo älvs huvudavrinningsområde.   I omgivningarna runt Tykölänjärvi växer i huvudsak blandskog. Den sträcker sig 1,8 kilometer i nord-sydlig riktning, och 1,7 kilometer i öst-västlig riktning.
I övrigt finns följande i Tykölänjärvi:
- Isosaari (en ö)
- Pöytäkivenkari (en ö)